# Списък на ЗИП кодове в Калифорния
Това е списък на ЗИП кодове в щата Калифорния, Съединени американски щати. Този списък е раздел на основния Списък на ЗИП кодове в САЩ.

### 94000–94999 (Зона 94)
Някои ЗИП кодове в диапазона 94000–94999:
- 94002 – Белмонт
- 94003 – Белмонт
- 94010 – Бърлингейм
- 94011 – Бърлингейм
- 94012 – Бърлингейм
- 94101 – Сан Франциско
- 94102 – Сан Франциско
- 94103 – Сан Франциско (Саут ъф Маркет)
- 94104 – Сан Франциско
- 94105 – Сан Франциско
- 94106 – Сан Франциско
- 94107 – Сан Франциско
- 94108 – Сан Франциско
- 94109 – Сан Франциско (Руски хълм)
- 94110 – Сан Франциско
- 94111 – Сан Франциско (Даунтаун/Финансов район)
- 94112 – Сан Франциско
- 94114 – Сан Франциско (Кастро)
- 94115 – Сан Франциско
- 94116 – Сан Франциско
- 94117 – Сан Франциско (Хейт-Ашбъри)
- 94118 – Сан Франциско
- 94119 – Сан Франциско
- 94120 – Сан Франциско
- 94121 – Сан Франциско
- 94122 – Сан Франциско (Сънсет)
- 94123 – Сан Франциско
- 94124 – Сан Франциско
- 94125 – Сан Франциско
- 94126 – Сан Франциско
- 94127 – Сан Франциско
- 94128 – Сан Франциско (Поща на Международно летище Сан Франциско)
- 94203 – Сакраменто
- 94204 – Сакраменто
- 94205 – Сакраменто
- 94206 – Сакраменто
- 94207 – Сакраменто
- 94208 – Сакраменто
- 94209 – Сакраменто
- 94211 – Сакраменто
- 94229 – Сакраменто
- 94230 – Сакраменто
- 94232 – Сакраменто
- 94234 – Сакраменто
- 94235 – Сакраменто
- 94236 – Сакраменто
- 94237 – Сакраменто
- 94239 – Сакраменто
- 94240 – Сакраменто
- 94243 – Сакраменто
- 94244 – Сакраменто
- 94245 – Сакраменто
- 94246 – Сакраменто
- 94247 – Сакраменто
- 94248 – Сакраменто
- 94249 – Сакраменто
- 94250 – Сакраменто
- 94252 – Сакраменто
- 94253 – Сакраменто
- 94254 – Сакраменто
- 94256 – Сакраменто
- 94257 – Сакраменто
- 94258 – Сакраменто
- 94259 – Сакраменто
- 94261 – Сакраменто
- 94262 – Сакраменто
- 94263 – Сакраменто
- 94267 – Сакраменто
- 94268 – Сакраменто
- 94269 – Сакраменто
- 94271 – Сакраменто
- 94273 – Сакраменто
- 94274 – Сакраменто
- 94277 – Сакраменто
- 94278 – Сакраменто
- 94279 – Сакраменто
- 94280 – Сакраменто
- 94282 – Сакраменто
- 94283 – Сакраменто
- 94284 – Сакраменто
- 94285 – Сакраменто
- 94286 – Сакраменто
- 94287 – Сакраменто
- 94288 – Сакраменто
- 94289 – Сакраменто
- 94290 – Сакраменто
- 94291 – Сакраменто
- 94293 – Сакраменто
- 94294 – Сакраменто
- 94295 – Сакраменто
- 94296 – Сакраменто
- 94297 – Сакраменто
- 94298 – Сакраменто
- 94299 – Сакраменто
- 94401 – Сан Матео
- 94402 – Сан Матео
- 94403 – Сан Матео
- 94404 – Сан Матео и Фостър Сити
- 94405 – Сан Матео
- 94406 – Сан Матео
- 94407 – Сан Матео
- 94408 – Сан Матео
- 94409 – Сан Матео
- 94497 – Сан Матео